# Pi (Lérida)
Pi es una entidad municipal descentralizada de la comarca de la Baja Cerdaña, en la provincia de Lérida. Pertenece al municipio de Bellver de Cerdaña, siendo en 2012 el tercer núcleo de población en número de habitantes de entre las 19 localidades que forman el municipio.

## Geografía
Los límites geográficos de la localidad son, mayoritariamente, marcados por accidentes geográficos. Por el sur delimita con la cima de la sierra del Cadí y con el río Segre. A levante y a poniente se extienden sendas sierras que forman el valle de Pi.
Siguiendo la carretera, se encuentran los pueblos de Santa Eugènia de Nerellà, Olià y, finalmente Nas.

## Historia
Durante la Edad Media fue un señorío que abastaba los núcleos que componen la parroquia de Pi, o sea, Cortariu, Nèfol y el desaparecido poblado de Gallissà.

## Símbolos
- El escudo de Pi se define por el siguiente blasón:

«Escudo en losange de ángulos rectos: de sinople, un pino de sable.»
Fue aprobado el 13 de noviembre de 2008 y publicado en el DOGC el 5 de enero de 2009 con el número 5290.
Se trata de armas parlantes alusivas al nombre de la localidad, ya que se ve representado un pino (en catalán, pino se dice pi). El pino es una señal tradicional y propio de esta población como mínimo desde 1918.
Como es norma según el artículo 14.2 del reglamento de los símbolos de las entidades locales de Cataluña, los escudos aprobados para las entidades locales menores, el de Pi no puede llevar timbre.

## Fiestas
- La Fiesta Mayor es celebra el último domingo del mes de septiembre.
- La Fiesta Pequeña se celebra por la festividad de Santa Eulalia, el día 10 de diciembre.

## Lugares para visitar

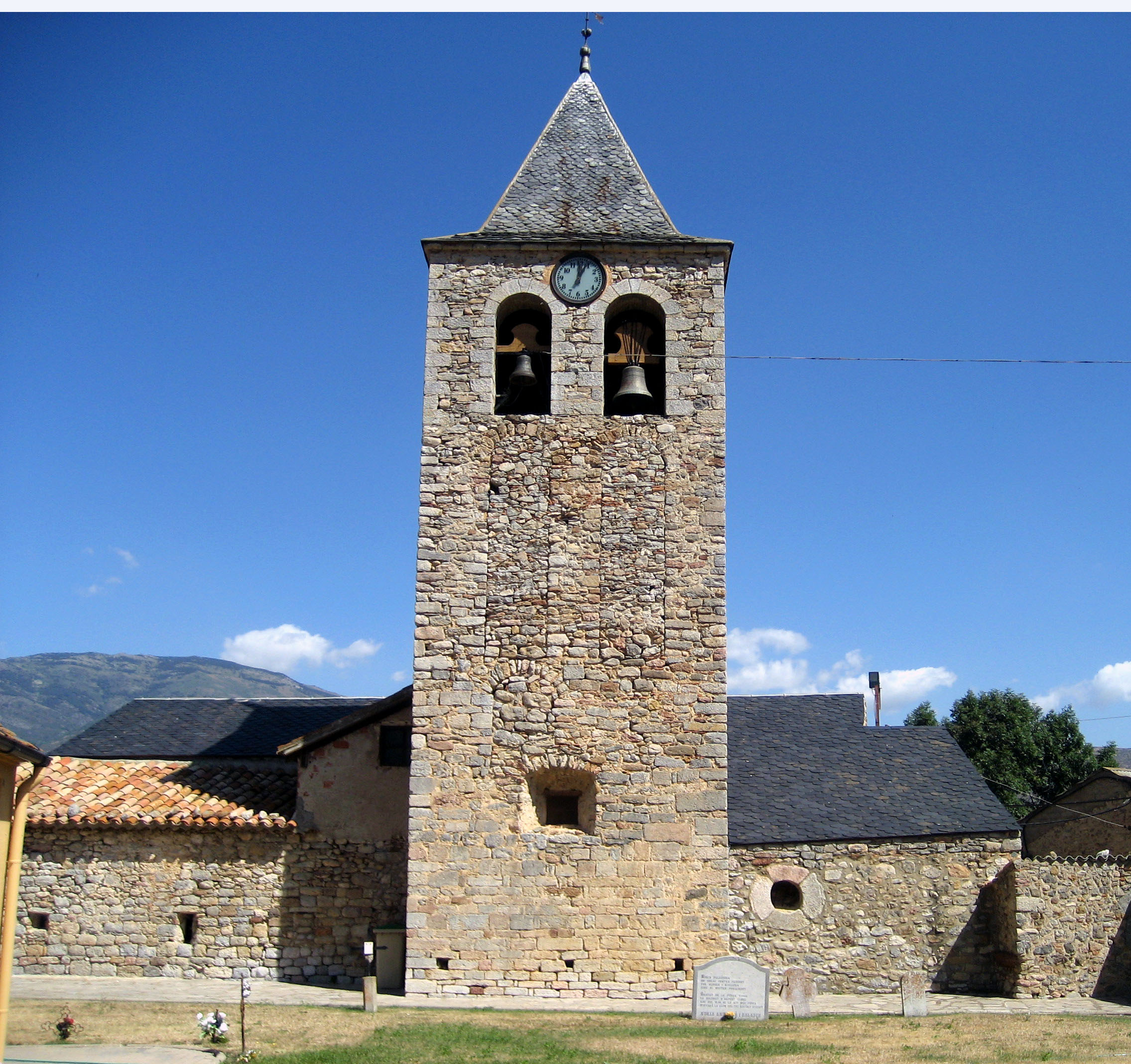
Iglesia de Santa Eulalia de Pi.

- La iglesia de Santa Eulàlia de Pi es un edificio de estilo románico situada al centre del pueblo, ha sido reformada varias veces con el objetivo de conservar lo mejor posible, por ejemplo, se han eliminado los contrafuertes por su mal estado y esto han sustituido por una casa a su lado, que hace la misma función. Debido a su tamaño, solo cabe un arco fajón.